# 2004-es rövid pályás úszó-Európa-bajnokság
A 2004-es rövid pályás úszó-Európa-bajnokságot december 9. és december 12. között rendezték Bécsben, Ausztriában. Az Eb-n 38 versenyszámot rendeztek.

## Éremtáblázat
(A táblázatban Magyarország és a rendező nemzet eltérő háttérszínnel kiemelve.)
| Helyezés | Nemzet             | Arany | Ezüst | Bronz | Összesen |
| 1.       | Németország        | 9     | 5     | 8     | 22       |
| 2.       | Oroszország        | 3     | 4     | 3     | 10       |
| 3.       | Egyesült Királyság | 3     | 4     | 2     | 9        |
| 4.       | Olaszország        | 3     | 3     | 2     | 8        |
| 5.       | Hollandia          | 3     | 2     | 1     | 6        |
| 6.       | Franciaország      | 3     | 0     | 1     | 4        |
| 7.       | Ukrajna            | 2     | 5     | 1     | 8        |
| 8.       | Ausztria           | 2     | 4     | 1     | 7        |
| 9.       | Svédország         | 2     | 1     | 4     | 7        |
| 10.      | Magyarország       | 2     | 1     | 2     | 5        |
| 11.      | Szlovákia          | 2     | 1     | 0     | 3        |
| 12.      | Dánia              | 1     | 3     | 2     | 6        |
| 12.      | Lengyelország      | 1     | 3     | 2     | 6        |
| 14.      | Szlovénia          | 1     | 1     | 1     | 3        |
| 15.      | Svájc              | 1     | 0     | 0     | 1        |
| 16.      | Finnország         | 0     | 1     | 1     | 2        |
| 17.      | Spanyolország      | 0     | 0     | 3     | 3        |
| 18.      | Románia            | 0     | 0     | 2     | 2        |
| 19.      | Csehország         | 0     | 0     | 1     | 1        |
| 19.      | Litvánia           | 0     | 0     | 1     | 1        |
| Összesen | Összesen           | 38    | 38    | 38    | 114      |

## Érmesek
- WR – világrekord (World Record)
- ER – Európa-rekord (európai versenyző által elért eddigi legjobb eredmény) (European Record)

### Férfi
| Versenyszám              | Arany                                                                              | Arany      | Ezüst                                                                                 | Ezüst    | Bronz                                                                          | Bronz    |
| ------------------------ | ---------------------------------------------------------------------------------- | ---------- | ------------------------------------------------------------------------------------- | -------- | ------------------------------------------------------------------------------ | -------- |
| 50 m-es gyorsúszás       | Mark Foster · Egyesült Királyság                                                   | 21,50      | Mark Veens · Hollandia                                                                | 21,72    | Eduardo Lorente · Spanyolország                                                | 21,75    |
| 100 m-es gyorsúszás      | Frédérick Bousquet · Franciaország                                                 | 47,52      | Filippo Magnini · Olaszország                                                         | 47,66    | Jens Schreiber · Németország                                                   | 48,00    |
| 200 m-es gyorsúszás      | Filippo Magnini · Olaszország                                                      | 1:44,57    | Massimiliano Rosolino · Olaszország                                                   | 1:44,95  | Paweł Korzeniowski · Lengyelország                                             | 1:45,58  |
| 400 m-es gyorsúszás      | Massimiliano Rosolino · Olaszország                                                | 3:39,66    | Yuri Prilukov · Oroszország                                                           | 3:40,65  | Paweł Korzeniowski · Lengyelország                                             | 3:41,36  |
| 1500-as gyorsúszás       | Yuri Prilukov · Oroszország                                                        | 14:31,92   | David Davies · Egyesült Királyság                                                     | 14:32,56 | Massimiliano Rosolino · Olaszország                                            | 14:39,54 |
|                          |                                                                                    |            |                                                                                       |          |                                                                                |          |
| 50 m-es hátúszás         | Thomas Rupprath · Németország                                                      | 23,27 WR   | Vyacheslav Shyrshov · Ukrajna                                                         | 24,50    | Helge Meeuw · Németország                                                      | 24,52    |
| 100 m-es hátúszás        | Thomas Rupprath · Németország                                                      | 50,73      | Markus Rogan · Ausztria                                                               | 50,80    | Cseh László · Magyarország                                                     | 52,09    |
| 200 m-es hátúszás        | Markus Rogan · Ausztria                                                            | 1:51,24 ER | Blaž Medvešek · Szlovénia                                                             | 1:52,39  | Evgeny Aleshin · Oroszország                                                   | 1:53,71  |
|                          |                                                                                    |            |                                                                                       |          |                                                                                |          |
| 50 m-es mellúszás        | Oleg Lisogor · Ukrajna                                                             | 26,92      | Roman Sloudnov · Oroszország                                                          | 27,09    | Emil Tahirovič · Szlovénia                                                     | 27,17    |
| 100 m-es mellúszás       | Roman Sloudnov · Oroszország                                                       | 58,73      | Oleg Lisogor · Ukrajna                                                                | 58,81    | Igor Borysik · Ukrajna                                                         | 59,70'   |
| 200 m-es mellúszás       | Paolo Bossini · Olaszország                                                        | 2:07,29    | Sławomir Kuczko · Lengyelország                                                       | 2:07,61  | Grigorij Falko · Oroszország                                                   | 2:07,66  |
|                          |                                                                                    |            |                                                                                       |          |                                                                                |          |
| 50 m-es pillangóúszás    | Mark Foster · Egyesült Királyság                                                   | 23,35      | Jere Hård · Finnország                                                                | 23,38    | Oliver Wenzel · Németország                                                    | 23,50    |
| 100 m-es pillangóúszás   | Thomas Rupprath · Németország                                                      | 50,67      | Nikolay Skvortsov · Oroszország                                                       | 50,92    | Ioan Gherghel · Románia                                                        | 52,26    |
| 200 m-es pillangóúszás   | Nikolay Skvortsov · Oroszország                                                    | 1:52,90    | Paweł Korzeniowski · Lengyelország                                                    | 1:53,19  | Ioan Gherghel · Románia                                                        | 1:54,86  |
|                          |                                                                                    |            |                                                                                       |          |                                                                                |          |
| 100 m-es vegyesúszás     | Peter Mankoč · Szlovénia                                                           | 53,05      | Markus Rogan · Ausztria                                                               | 53,64    | Oliver Wenzel · Németország                                                    | 54,14    |
| 200 m-es vegyesúszás     | Markus Rogan · Ausztria                                                            | 1:55,15    | Cseh László · Magyarország                                                            | 1:55,36  | Vytautas Janušaitis · Litvánia                                                 | 1:57,45  |
| 400 m-es vegyesúszás     | Cseh László · Magyarország                                                         | 4:03,96 ER | Luca Marin · Olaszország                                                              | 4:05,93  | Igor Berezutskiy · Oroszország                                                 | 4:08,91  |
|                          |                                                                                    |            |                                                                                       |          |                                                                                |          |
| 4 × 50 m-es gyorsváltó   | Franciaország · David Maître · Alain Bernard · Romain Barnier · Frédérick Bousquet | 1:26,24    | Németország · Benjamin Friedrich · Thomas Rupprath · Jens Schreiber · Carsten Dehmlow | 1:26,30  | Svédország · David Nordenlilja · Marcus Piehl · Erik Andersson · Petter Stymne | 1:26,98  |
| 4 × 50 m-es vegyes váltó | Németország · Thomas Rupprath · Mark Warnecke · Fabian Friedrich · Carsten Dehmlow | 1:34,56    | Ukrajna · Vyacheslav Shyrshov · Oleg Lisogor · Sergiy Breus · Oleksandr Volynets      | 1:34,94  | Finnország · Tero Raty · Jarno Pihlava · Jere Hård · Matti Rajakylä            | 1:35,89  |

### Női
| Versenyszám              | Arany                                                                             | Arany   | Ezüst                                                                             | Ezüst   | Bronz                                                                                         | Bronz   |
| ------------------------ | --------------------------------------------------------------------------------- | ------- | --------------------------------------------------------------------------------- | ------- | --------------------------------------------------------------------------------------------- | ------- |
| 50 m-es gyorsúszás       | Marleen Veldhuis · Hollandia                                                      | 24,34   | Anna-Karin Kammerling · Svédország                                                | 24,57   | Hinkelien Schreuder · Hollandia                                                               | 24,64   |
| 100 m-es gyorsúszás      | Malia Metella · Franciaország                                                     | 53,37   | Marleen Veldhuis · Hollandia                                                      | 53,63   | Josefin Lillhage · Svédország                                                                 | 53,64   |
| 200 m-es gyorsúszás      | Josefin Lillhage · Svédország                                                     | 1:55,36 | Melanie Marshall · Egyesült Királyság                                             | 1:56,36 | Petra Dallmann · Németország                                                                  | 1:57,24 |
| 400 m-es gyorsúszás      | Keri-Anne Payne · Egyesült Királyság                                              | 4:03,60 | Daria Parshina · Oroszország                                                      | 4:04,56 | Erika Villaecija · Spanyolország                                                              | 4:06,05 |
| 800 m-es gyorsúszás      | Flavia Rigamonti · Svájc                                                          | 8:17,39 | Lotte Friis · Dánia                                                               | 8:22,38 | Erika Villaecija · Spanyolország                                                              | 8:26,38 |
|                          |                                                                                   |         |                                                                                   |         |                                                                                               |         |
| 50 m-es hátúszás         | Antje Buschschulte · Németország                                                  | 27,42   | Kateryna Zubkova · Ukrajna                                                        | 27,50   | Ilona Hlaváčková · Csehország                                                                 | 27,57   |
| 100 m-es hátúszás        | Kateryna Zubkova · Ukrajna                                                        | 58,58   | Antje Buschschulte · Németország                                                  | 58,70   | Louise Ørnstedt · Dánia                                                                       | 58,76   |
| 200 m-es hátúszás        | Louise Ørnstedt · Dánia                                                           | 2:06,33 | Sarah Price · Egyesült Királyság                                                  | 2:07,24 | Gemma Spofforth · Egyesült Királyság                                                          | 2:07,64 |
|                          |                                                                                   |         |                                                                                   |         |                                                                                               |         |
| 50 m-es mellúszás        | Sarah Poewe · Németország                                                         | 31,09   | Elena Bogomazova · Oroszország                                                    | 31,46   | Kate Haywood · Egyesült Királyság                                                             | 31,52   |
| 100 m-es mellúszás       | Sarah Poewe · Németország                                                         | 1:06,50 | Mirna Jukić · Ausztria                                                            | 1:07,05 | Simone Weiler · Németország                                                                   | 1:07,70 |
| 200 m-es mellúszás       | Anne Poleska · Németország                                                        | 2:21,79 | Mirna Jukić · Ausztria                                                            | 2:22,79 | Sarah Poewe · Németország                                                                     | 2:24,33 |
|                          |                                                                                   |         |                                                                                   |         |                                                                                               |         |
| 50 m-es pillangóúszás    | Anna-Karin Kammerling · Svédország                                                | 25,73   | Martina Moravcová · Szlovákia                                                     | 26,14   | Fabienne Nadarajah · Ausztria                                                                 | 26,27   |
| 100 m-es pillangóúszás   | Martina Moravcová · Szlovákia                                                     | 56,89   | Mette Jacobsen · Dánia                                                            | 58,43   | Malia Metella · Franciaország                                                                 | 58,47   |
| 200 m-es pillangóúszás   | Martina Moravcová · Szlovákia                                                     | 2:06,68 | Mette Jacobsen · Dánia                                                            | 2:06,99 | Caterina Giacchetti · Olaszország                                                             | 2:07,11 |
|                          |                                                                                   |         |                                                                                   |         |                                                                                               |         |
| 100 m-es vegyesúszás     | Aleksandra Urbanczyk · Lengyelország                                              | 1:00,75 | Lisa Chapman · Egyesült Királyság                                                 | 1:00,88 | Teresa Rohmann · Németország                                                                  | 1:01,18 |
| 200 m-es vegyesúszás     | Teresa Rohmann · Németország                                                      | 2:09,40 | Aleksandra Urbanczyk · Lengyelország                                              | 2:10,64 | Julie Hjorth-Hansen · Dánia                                                                   | 2:13,03 |
| 400 m-es vegyesúszás     | Risztov Éva · Magyarország                                                        | 4:32,26 | Teresa Rohmann · Németország                                                      | 4:34,38 | Hosszú Katinka · Magyarország                                                                 | 4:35,41 |
|                          |                                                                                   |         |                                                                                   |         |                                                                                               |         |
| 4 × 50 m-es gyorsváltó   | Hollandia · Inge Dekker · Hinkelien Schreuder · Chantal Groot · Marleen Veldhuis  | 1:37,97 | Németország · Dorothea Brandt · Janine Pietsch · Daniela Götz · Petra Dallmann    | 1:38,52 | Svédország · Lina Petersson · Anna-Karin Kammerling · Josefin Lillhage · Claire Hedenskog     | 1:38,76 |
| 4 × 50 m-es vegyes váltó | Hollandia · Hinkelien Schreuder · Moniek Nijhuis · Inge Dekker · Marleen Veldhuis | 1:48,21 | Németország · Janine Pietsch · Sarah Poewe · Antje Buschschulte · Dorothea Brandt | 1:48,52 | Svédország · Emelie Kierkegaard · Sanja Dizdarević · Anna-Karin Kammerling · Josefin Lillhage | 1:50,05 |